# 江苏省国信资产管理集团
江苏省国信资产管理集团有限公司（英語：Jiangsu Guoxin Investment Group Limited），簡稱江苏国信集团、国信集团或江苏国信，是中國一間地方國有投資控股公司。2001年由江苏省国际信托與江苏省投资管理有限责任公司合併而成。集团最終控制人是江苏省國資委。

## 歷史
江苏省国信资产管理集团（国信集团）是江苏省人民政府於2001年成立的國有投資控股公司。集團初始資本是原江苏省国际信托和江苏省投资管理的資產，並於2006年兼併江苏省国有资产经营有限公司。其後国信集团又兼併了江苏舜天国际集团（舜天集团），變相擁有上市公司江苏舜天（上交所：600287）與舜天船舶（深交所：002608）。2016年，国信集团以注入資產換股的方式，包括江苏省国际信托，挽救了原本即將退市的舜天船舶，並改名為江苏国信。
国信集团是江苏省政府投資於公共事業的工具。2007年，国信集团與中國神華能源創立合營公司「江苏国华陈家港发电有限公司」，於陈家港興建發電廠，佔股45%。2009年，国信集团又投資了江蘇液化天然氣接收站項目，佔股10%；天然氣接收站的其他股東為中石油股份及太平洋油气。

## 子公司

### 博騰國際投資貿易
1991年，江苏省政府於香港設立窗口公司「博騰國際投資貿易」（英語：Broadsino Investment），並以外資身份投資中國多項建設，例如在1993年與南京鋼鐵集團合資設立「南京金騰鋼鐵」，經營電爐廠。1995年，博騰亦與啟祥集團旗下的（其後啟祥中國科技旗下）啟祥中國紙業有限公司（英語：Dransfield China Paper Corporation）合作投資一間造紙廠。
博騰國際投資貿易亦是江苏省国际信托投资公司於海外發債的實體，以供集團財務所需。
博騰亦曾投資南京国信地产开发、南京租赁、江苏国信東台風力發電 、阜寧協鑫環保熱電、北海集團等等。
根據香港公司註冊處，博騰國際投資貿易現由江苏信托的姊妹公司江苏省投资管理有限责任公司全資擁有。

### 江苏省新能源开发
江苏省国信资产管理集团亦擁有前新三版公司江苏省新能源开发65%股權，該子公司已於2018年7月改在上交所上市（上交所：603693）。

### 江苏国信
江苏国信，前稱舜天船舶，是集團旗下一間上市公司。2016年該上市公司透過發行新股的方式，收购国信集团旗下的江苏信托、江苏新海发电、江苏国信扬州发电、江苏射阳港发电、扬州第二发电、江苏国信靖江发电、江苏淮阴发电、江苏国信协联燃气热电；舜天船舶同時改名為江苏国信。

### 江苏舜天
江苏舜天股份有限公司，是由江苏舜天国际集团所創立的股份制有限公司，公司股票於2000年9月1日於上海證券交易所上市。江苏舜天經營成衣出口以及替客戶找尋成衣代工生產商。

### 江苏舜天资产经营
2016年，国信集团（舜天集团）利用江苏舜天资产经营有限公司收購上市子公司舜天船舶的造船资产。

### 江苏国信舜天足球俱乐部
国信集团（經舜天集团）曾擁有南京市的足球俱乐部江苏国信舜天足球俱乐部，但2015年出售予苏宁电器集团。

## 其他股權投資
最後更新：2017年12月31日
只列出上市公司
- 北海集團有限公司（透過博騰國際投資貿易持股5.15%）[33]
- 江苏銀行股份有限公司（透過江苏信托持股7.73%）[34]
- 華能國際電力股份有限公司（透過江蘇省投資管理持股2.74%）[35][36]
- 华泰证券股份有限公司 （17.46%）[37]
- 中國電信股份有限公司（1.18%）[38]

## 歷任董事長
- 董启彬 （2006年至2014年）[39][40]
- 马秋林 （2014年至2016年）[40][41]
- 朱克江（2016年至2017年9月）[42][43]
- 王晖（2017年9月至2019年12月）[43]
- 谢正义（2019年12月至2021年10月）[44]
- 浦宝英（2022年3月至今）[45]

## 連結
- 官方网站